# Felicena
Felicena is een geslacht van vlinders uit de familie van de dikkopjes (Hesperiidae), onderfamilie Trapezitinae. Ze komen voor in Australië en Papoea-Nieuw-Guinea.
De wetenschappelijke naam van het geslacht is voor het eerst geldig gepubliceerd in 1932 door Gustavus Athol Waterhouse. Hij benoemde als typesoort Thymele dirpha Boisduval, 1832, die voorkomt in Papoea-Nieuw-Guinea.

## Soorten
- Felicena dirpha (Boisduval, 1832)
  - Felicina dirpha dirpha
  - Felicena dirpha albicilla (Joicey & Talot, 1917)
  - Felicena dirpha nota Evans, 1949
- Felicena dora Evans, 1949